# Liste der Fernstraßen in Eswatini
Diese Liste zeigt die Fernstraßen in Eswatini auf. Es gibt zwei Typen von Straßen, zum ersten die Fernstraßen beginnend mit MR und zum zweiten die Distriktstraßen beginnend mit einem D.

## Nationalstraßen
| Kurz | Name  | Verlauf | Länge  |
| ---- | ----- | --- | ------ |
|      | MR1   | Motshane – Hhohho – Grenze nach Südafrika – weiter als                                                     | 90 km  |
|      | MR2   | Piggs Peak – Bhalekane                                                                                     | 45 km  |
|      | MR3   | – Grenze nach Südafrika – Ngwenya – Mbabane – Manzini – Lomashasha – Grenze nach Mosambik – weiter als EN2 | 160 km |
|      | MR4   | Malkerns – Sicunusa – Grenze nach Südafrika                                                                | 60 km  |
|      | MR5   | Macnab – Tjaneni – Grenze nach Südafrika – weiter als                                                      | 85 km  |
|      | MR7   | Siteki – Goba Fronteira – Grenze nach Mosambik                                                             | 35 km  |
|      | MR8   | Manzini – Lavumisa – Grenze nach Südafrika                                                                 | 150 km |
|      | MR9   | Manzini – Mahamba – Grenze nach Südafrika – weiter als R453                                                | 115 km |
|      | MR10  | Shiselweni – Maloma                                                                                        | 45 km  |
|      | MR11  | Nhlangano – Lavumisa – Grenze nach Südafrika                                                               | 95 km  |
|      | MR12  | Mhlosheni – Mooihoek                                                                                       | 20 km  |
|      | MR13  | Nhlangano – Sicunusa                                                                                       | 45 km  |
|      | MR14  | Nsoko – Siphofaneni                                                                                        | 80 km  |
|      | MR15  | Lismore – Grenze nach Südafrika                                                                            | 10 km  |
|      | MR16  | Mpaka – Big Bend                                                                                           | 50 km  |
|      | MR18  | Usutu – Bhunya                                                                                             | 20 km  |
|      | MR19  | Mbabane – Sandlane – Grenze nach Südafrika – weiter als                                                    | 70 km  |
|      | MR21  | Anysspruit – Grenze nach Südafrika                                                                         | 35 km  |
|      | MR24  | Ngomane – Tjaneni                                                                                          | 35 km  |
|      | MR25  | Sithobela – Hlatikulu                                                                                      | 40 km  |
|      | MR26  | Umfahrung Hlatikulu                                                                                        | 10 km  |
|      | MR27  | Malkerns                                                                                                   | 6 km   |
|      | MR103 | Lobamba – Mahlanya                                                                                         | 25 km  |